# デヴィッド・ローウェル・リッチ
デヴィッド・ローウェル・リッチ（David Lowell Rich、1920年8月31日、ないし、1923年8月31日 - 2001年10月21日）は、アメリカ合衆国の映画監督、映画プロデューサー。

## 人物
1950年から1967年にかけて、映画作品やテレビドラマのエピソードを100本近く監督した。その後も1980年代まで、テレビ映画の監督を続けた。
リッチは、ニューヨーク出身で、1950年から定期的に監督を務めるようになった。1978年には、テレビ映画『The Defection of Simas Kudirka』で、プライムタイム・エミー賞の演出監督賞スペシャルドラマ部門を受賞した。弟のジョン・リッチも映画監督である。

## おもな監督作品
★はテレビ映画
- Have Rocket, W(ill Travel (1959)
- ルート66 (Route 66)（1960年 - 1964年）テレビシリーズ[5]
- 事件と裁判 (Arrest and Trial)（1963年 - 1964年）テレビシリーズ[6]
- 小さな逃亡者 (See How They Run) （1964年）[7]
- 母の旅路 (Madame X) （1965年）[8]
- シャイアン砦 (The Plainsman)（1966年）[9]
- 炎の翼 (Wings of Fire)★（1967年）、制作も兼ねる[10]
- ボディガード (A Lovely Way to Die)（1968年）[11]
- 猫 (Eye of the Cat)（1969年）[12]
- 密林の宝庫 (The Mask of Sheba)★（1970年）[13]
- ホラーフライト・悪魔の旅客機 (The Horror at 37,000 Feet)★（1972年）[14]
- 刑事ブロック (Brock's Last Case)★（1972年）[15]
- 黒薔薇の女 (The Judge and Jake Wyler)★（1972年）[16]
- 犯罪クラブ (Crime Club)★（1973年）[17]
- 女子大生悪魔の体験入学 (Satan's School for Girls)★（1973年）[18]
- 暴走列車/大惨事への豪雪山脈急勾配 (Runaway!)★（1973年）[19]
- 戦闘機対戦車 (Death Race)★（1973年）[20]
- セックス・シンボル (The Sex Symbol)★（1974年）[21]
- アロハはさよならの意味 (Aloha Means Goodbye)★（1974年）、制作も兼ねる[22]
- 超豪華客船乗っ取り大爆破! クインメリー・アドベンチャー (Adventures of the Queen)★（1975年）[23]
- パニック・イン・SST/デス・フライト (SST: Death Flight)★（1977年）[24]
- 若草物語 (Little Women)★（1978年）[25]
- サイマス・キュデルカの亡命 (The Defection of Simas Kudirka)★（1978年）[26]
- 絆/死を見つめて (A Family Upside Down)★（1979年）[27]
- エアポート'80 (The Concorde ... Airport '79)（1979年）[28]
- 原爆投下機/B-29エノラ・ゲイ～一九四五・八・六・ヒロシマ～ (Enola Gay: The Men, the Mission, the Atomic Bomb)★（1980年）[29]
- Chu Chu and the Philly Flash（1981年）
- ブルファイター/栄光のラスト・チャンス (The Fighter)（1982年）[30]
- サーズデイ・チャイルド (Thursday's Child)（1983年）[31]
- 華麗なる旅路・新聞王ハーストの恋 (The Hearst and Davies Affair)★（1985年）[32]
- 新・手錠のままの脱獄 (The Defiant Ones)★（1986年）[33]